# Violet (UML-Werkzeug)
Violet ist ein UML-Werkzeug. Es ist vollständig in der Sprache Java geschrieben und somit plattformunabhängig. Violet wird von Cay Horstmann und Alexandre de Pellegrin entwickelt. Es ist eine sehr einfache und leicht zu bedienende Version eines UML-Editors, der nicht alle Features unterstützt.
Folgende Diagrammtypen werden von Violet angeboten:
- Anwendungsfalldiagramme
- Klassendiagramme
- Objektdiagramme
- Zustandsdiagramme
- Aktivitätsdiagramme
- Sequenzdiagramme

Es wird nur die Erzeugung der Diagramme unterstützt. Es kann kein Software-Code aus den Diagrammen erzeugt werden.